# UFC Fight Night: Andrade vs. Blanchfield
UFC Fight Night: Andrade vs. Blanchfield（ユーエフシー・ファイトナイト：アンドラージ・バーサス・ブランチフィールド、別名UFC Fight Night 219、UFC on ESPN+ 77）は、アメリカ合衆国の総合格闘技団体「UFC」の大会の一つ。2023年2月18日、ネバダ州ラスベガスのUFC APEXで開催された。

## 大会概要
本大会はジェシカ・アンドラージとエリン・ブランチフィールドの女子フライ級戦が組まれた。

## 試合結果

### プレリミナリーカード
第1試合 フライ級 5分3R
○  クレイトン・カーペンター vs.  フアンカミロ・ロンデロス ×
1R 3:13 リアネイキドチョーク
第2試合 ウェルター級 5分3R
○  AJ・フレッチャー vs.  テンバ・ゴリンボ ×
2R 1:37 ギロチンチョーク
第3試合 ライトヘビー級 5分3R
○  フィリペ・リンス vs.  オヴィンス・サンプルー ×
1R 0:49 KO（左フック）
第4試合 フェザー級 5分3R
○  ジャマル・エマース vs.  フセイン・アスカボブ ×
3R終了 判定3-0（30-27、30-27、30-27）
第5試合 女子バンタム級 5分3R
○  マイラ・ブエノ・シウバ vs.  リナ・ランズバーグ ×
2R 4:46 膝十字固め
第6試合 ライト級 5分3R
○  ナジム・サディコフ vs.  エヴァン・エルダー ×
3R 0:38 TKO（ドクターストップ）

### メインカード
第7試合 フェザー級 5分3R
○  アレクサンダー・ヘルナンデス vs.  ジム・ミラー ×
3R終了 判定3-0（30-27、30-27、29-28）
第8試合 ライトヘビー級 5分3R
○  マルチン・プラフニオ vs.  ウィリアム・ナイト
3R終了 判定3-0（30-27、30-27、29-28）
第9試合 ライトヘビー級 5分3R
○  ジャマール・ポーグス vs.  ジョシュ・パリジアン ×
3R終了 判定3-0（30-27、30-27、29-28）
第10試合 ヘビー級 5分3R
○  ザック・パウガ vs.  ジョーダン・ライト ×
3R終了 判定3-0（30-27、30-27、29-28）
第11試合 女子フライ級 5分5R
○  エリン・ブランチフィールド vs.  ジェシカ・アンドラージ ×
2R 1:37 リアネイキドチョーク

### 各賞
ファイト・オブ・ザ・ナイト：ナジム・サディコフ vs. エヴァン・エルダー
パフォーマンス・オブ・ザ・ナイト：エリン・ブランチフィールド、マイラ・ブエノ・シウバ
各選手にはボーナスとして5万ドルが授与された。

### カード変更
負傷などによるカードの変更は以下の通り。